# Kaatje (Schiff, 1971)
Bei dem Seenotrettungsboot (SRB) Kaatje handelte es sich um ein Boot aus der ersten Serie der 7-Meter-Klasse der DGzRS (Deutschen Gesellschaft zur Rettung Schiffbrüchiger). Es wurde im Jahre 1971 von der Evers-Werft im Niendorfer Hafen gebaut und blieb bis September 1999 im aktiven Dienst.
Im Unterschied zu den anderen Booten der ersten Serie, die jeweils links und rechts von der elektrischen Schleuderscheibe ein ovales Bullauge besaßen, wurde die Baunummer KRST 17 (512) mit einer durchgehenden Frontscheibe ausgestattet.
Die Kaatje besaß, wie alle „echten“ Boote der 7-Meter-Klasse, kein Radargerät. Anders sah es bei drei anderen, der Einfachheit halber derselben Klasse zugeordneten Booten aus: Eltje II (ex Anna; SRK Fritz Behrens), Kaatje II (ex Mellum; SRK Eiswette) und Max Carstensen. Die Eltje II und die Kaatje II waren zuvor als Tochterboote der 23-Meter-Klasse, die Max Carstensen von Anfang an als Seenotrettungsboot eingesetzt.

## Namensgebung
Kaatje sowie Bruntje (das Boot wurde im Februar 1990 auf diesen Namen umgetauft) sind friesische Frauennamen. Ab August 1990 erfolgte eine weitere Umbenennung auf den Namen Südperd, die Bezeichnung der Landschaft um die Südspitze der Insel Rügen.

## Technische Ausstattung
Das Seenotrettungsboot war mit Funkanlagen, Echolot, GPS, Fremdlenzpumpe und einer Bergungspforte ausgestattet.

## Stationierungen
Die Kaatje war ab dem 31. Juli 1971 in Hörnum auf der Insel Sylt stationiert. Im September 1975 erfolgte eine Verlegung nach Langballigau bis zum 24. April 1977. Dann folgte die längste durchgehende Dienstzeit dieses Bootes vom 24. April 1977 bis 1984 in Damp. 1985 kam das Boot zurück an die Nordsee und lag bis 1989 in Fedderwardersiel.
Den Rest seiner Dienstzeit verbrachte das Boot wieder an der Ostsee unter dem neuen Namen Bruntje ab Februar 1990 in Puttgarden. Bereits im Juli 1990 folgte eine erneute Umstationierung nach Thiessow an der Südspitze der Insel Rügen. Die Umbenennung auf den Namen Südperd erfolgte im August 1990.
Am 29. September 1991 wurde das Boot von Thiessow nach Lauterbach verlegt, wo es bis Juni 1993 eingesetzt war. Dann wurde es als Reserveeinheit verwendet und war ab Mai 1994 in Schilksee im Dienst, wo im September 1999 der aktive Dienst endete.
Seit Oktober 1999 ist das SRB als Museumsboot vor den Leuchttürmen in Kap Arkona auf Rügen ausgestellt.

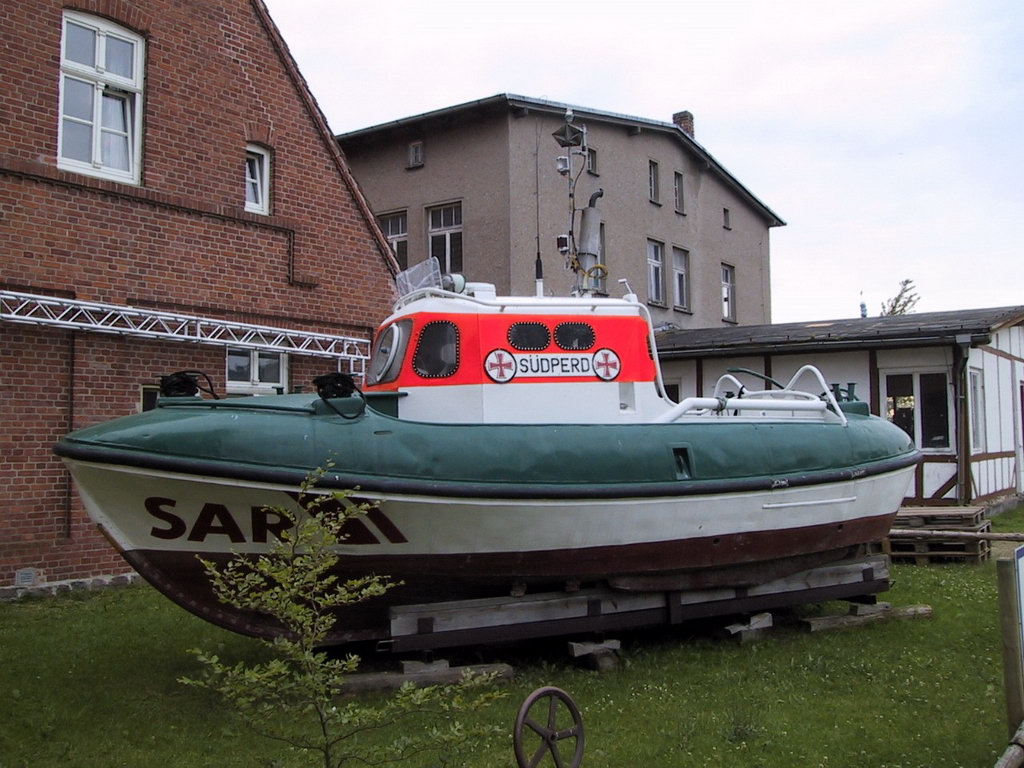
2002 Vor dem Leuchtturm auf Kap Arkona/Rügen
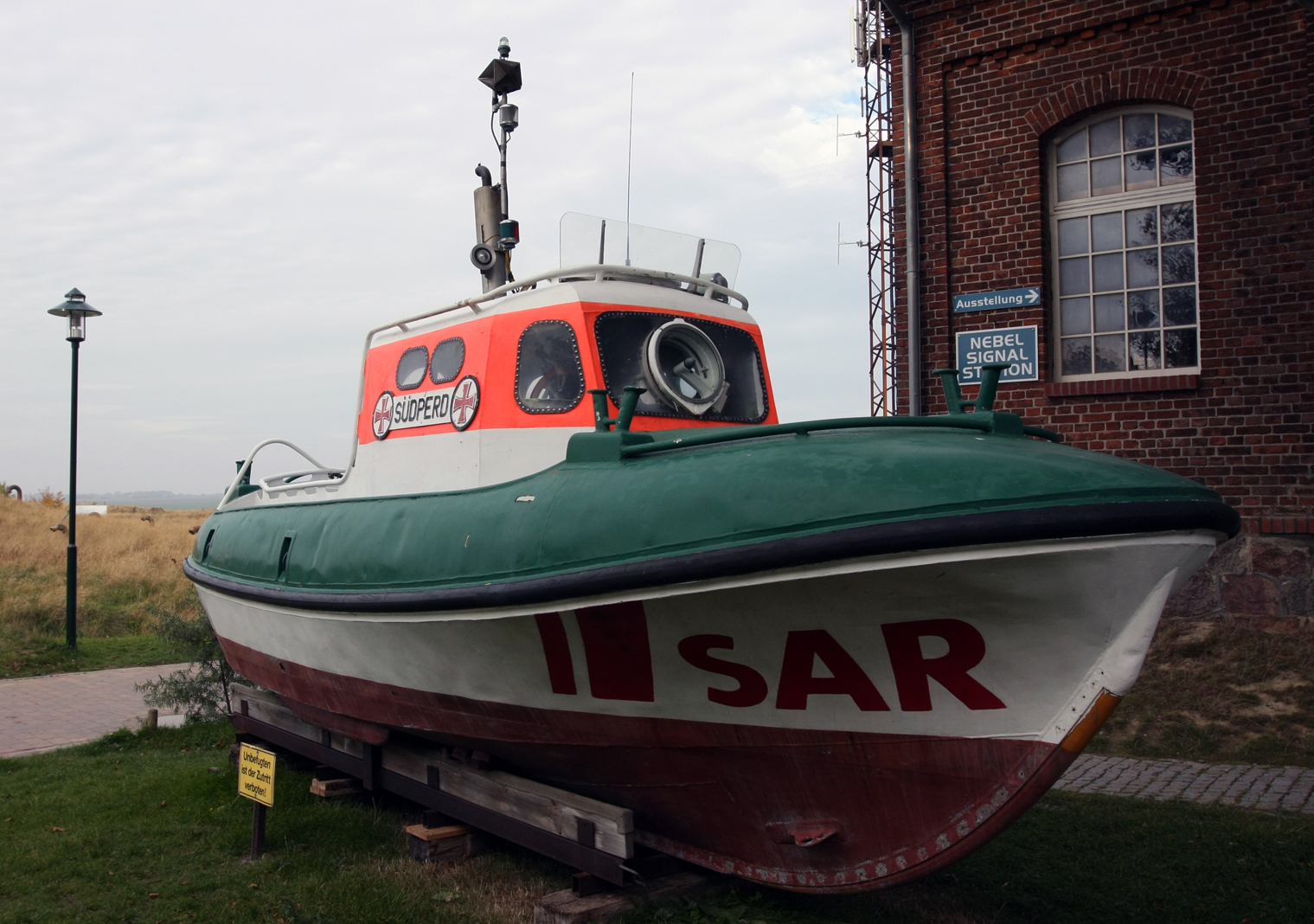
2008 Vor dem Museum auf Kap Arkona/Rügen
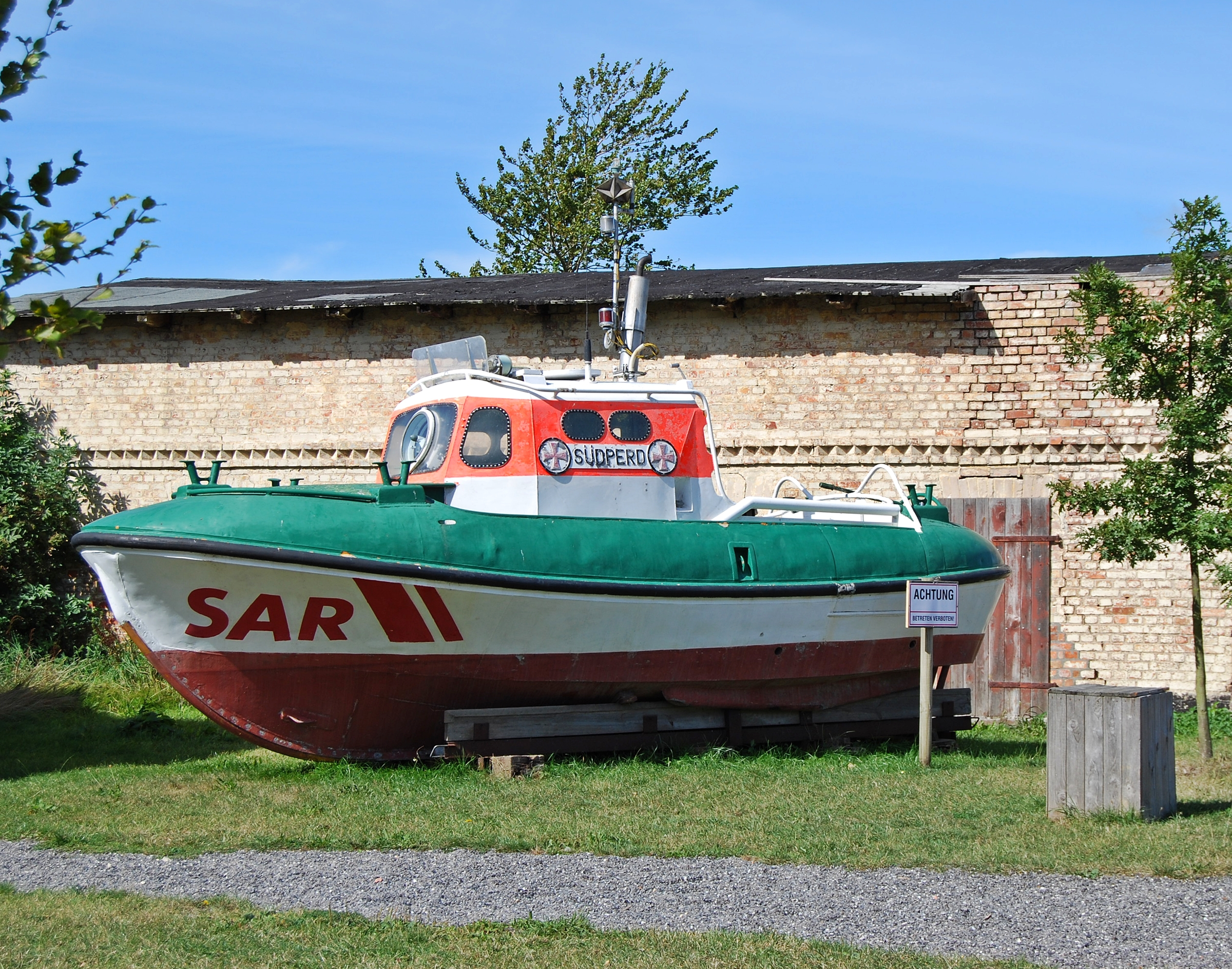
2012